# 10261 Nikdollezhalʹ
10261 Nikdollezhalʹ eller 1974 QF1 är en asteroid i huvudbältet som upptäcktes den 22 augusti 1974 av den sovjetisk-ryska astronomen Ljudmila Zjuravljova vid Krims astrofysiska observatorium på Krim. Den har fått sitt namn efter Nikolaj Antonovich Dollezhalʹ.
Asteroiden har en diameter på ungefär 11 kilometer.